# La Vinyola
La Vinyola és un vilatge de la comuna d'Enveig, de l'(Alta Cerdanya), a la Catalunya del Nord.
És situat a 1.207,8 m d'altitud, quasi a l'extrem meridional del terme d'Enveig. És a l'esquerra del Riu de Querol, en un ample meandre d'aquest riu.
Aquest poble fou la seu d'una petita baronia encapçalada per una família cognominada de Vinyola. B. de Vinyola consta com a senyor de la Vinyola el 1521.
L'11 de gener de 2021, les autoritats franceses de la Prefectura dels Pirineus Orientals decidiren tancar cinc passos fronterers, un d'ells el coll de la Vinyola, amb grans blocs de pedra a la carretera, fet que impossibilitava la circulació de vehicles. Al llarg dels mesos, com ara el 16 d'abril de 2023, diversos veïns del poble es dedicaren a retirar-los per facilitar la connexió amb la Baixa Cerdanya.